# Пітушевський Володимир Семеонович

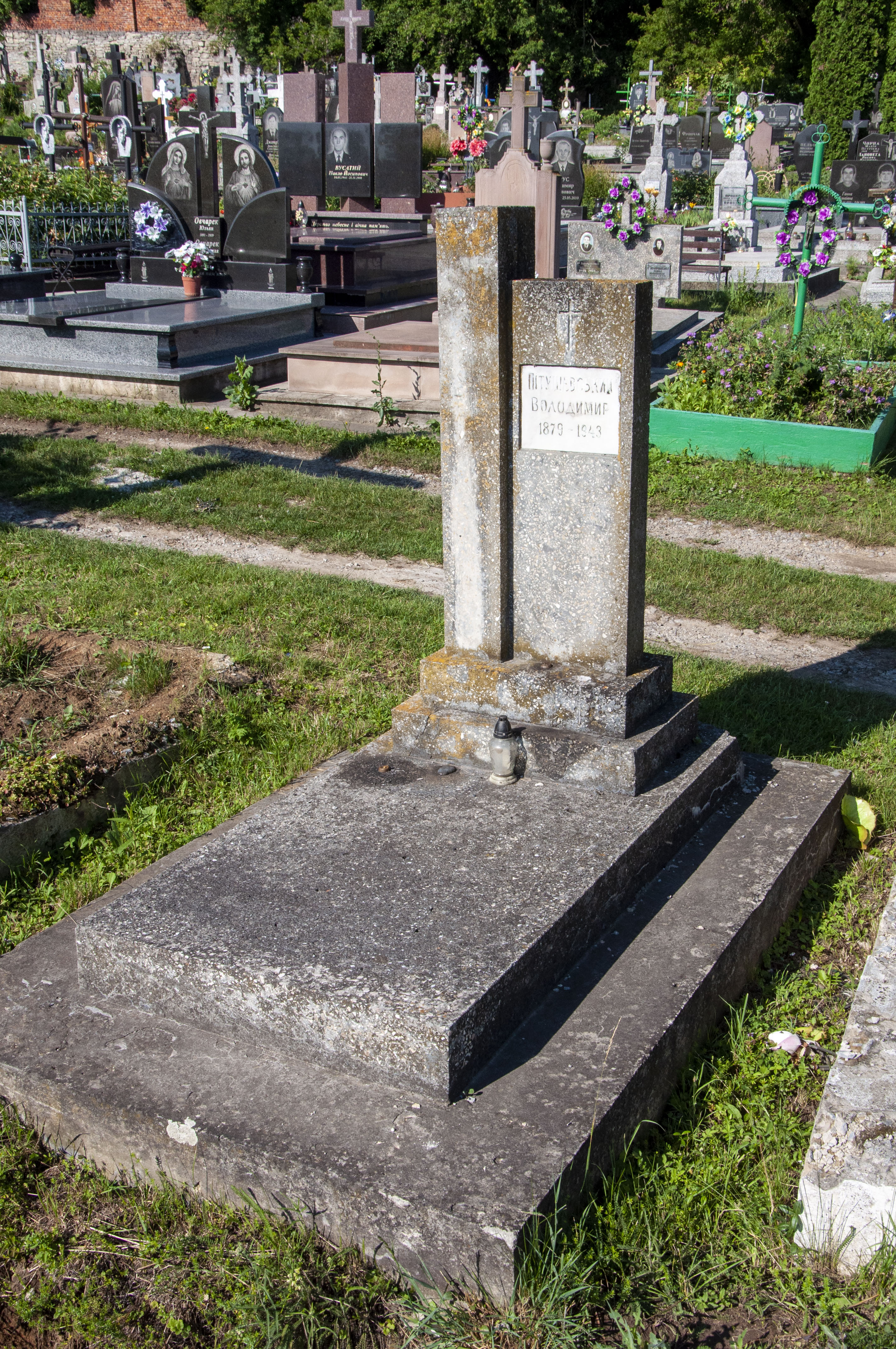
Могила Володимира Пітушевського на цвинтарі по вулиці С. Бандери у місті Чорткові Тернопільської области

Пітушевський Володимир Семеонович (1880, м. Золочів, Австро-Угорщина — 30 жовтня 1943, м. Чортків, нині Україна) — український військовик, громадський діяч. Четар УГА (1919).

## Життєпис
Закінчив Золочівську гімназію.
Учасник Першої світової війни у Легіоні УСС.
У 1917 в м. Київ разом із Мироном Тарнавським формував загони Січових Стрільців, про що йдеться у спогадах останнього. Згодом працював у Чортківському старостві, домігся дозволу на споруджені у місті нової будівлі «Рідної школи»; у 1941—1943 роках — в Українському окружному комітеті референтом відділу, що координував роботу сільських комітетів у Чортківському повіті, сприяв порятунку українців та євреїв.

## Пам'ять
Іменем Володимира Пітушевського названа вулиця у Чорткові.